# X-Men: Days of Future Past
X-Men: Days of Future Past is een superheldenfilm uit 2014 in 2D en 3D, gebaseerd op de verhaallijn Days of Future Past (1981) uit de stripreeks X-Men. De film werd geregisseerd door Bryan Singer, die ook onder meer de eerste twee delen van de X-Men-filmserie regisseerde. X-Men: Days of Future Past vormt daarin de zevende film en het vervolg op X-Men: First Class. Het verhaal speelt zich af tijdens de Parijse vredesakkoorden van 1973 en in een alternatieve, dystopische toekomst.
X-Men: Days of Future Past werd genomineerd voor onder meer de Oscar en de BAFTA Award voor beste visuele effecten.

## Verhaal
De film start in 2023. De mutanten Wolverine, professor Xavier, Magneto, Pryde en nog enkele anderen bevinden zich in een klooster in China. Er is een wereldwijde oorlog waarbij Sentinels de mutanten trachten uit te roeien. De Sentinels zijn robots waarvan de eerste exemplaren rond 1973 werden ontwikkeld door de humanide professor Bolivar Trask. Trask was in staat om de robotten zo te programmeren dat ze een onderscheid konden maken tussen een humanide en een mutant. Hij vroeg de Amerikaanse overheid om het project te financieren, met als argument dat Amerika de oorlog in Vietnam heeft verloren en dat dit ook zal gebeuren mochten de mutanten ooit in opstand komen. Trask zijn voorstel werd verworpen totdat hij door Mystique werd vermoord. Mystique werd opgepakt en dankzij haar DNA kon men de Sentinels verder optimaliseren zodat deze de gave van de mutant waarmee ze vechten kunnen overnemen.
Nog steeds in 2023 tracht mutante Pryde haar soortgenoten te beschermen. Zij heeft de kracht om iemands bewustzijn naar het verleden te brengen. Zo kan die persoon de getroffen mutanten waarschuwen nog voor het eigenlijke gevecht start. Er zijn wel enkele nadelen aan de gave: omdat de mutanten tijdig kunnen vluchten, wordt de eigenlijke tijdlijn verstoord. Daardoor weet enkel de persoon die terugkeerde in de tijd wat er in realiteit zou zijn gebeurd. Bij zijn terugkeer naar het heden, weet hij ook enkel die originele realiteit en is hij niet op de hoogte van alles wat sindsdien anders verliep. Omwille van mentale en fysieke beperkingen van de persoon in kwestie kan Pryde hem ook maar enkele uren in tijd laten terugkeren.
Wolverine stelt zich kandidaat om terug te keren naar 1973 omdat bij hem alle psychologische en fysieke wonden helen. Bedoeling is dat hij in 1973 Mystique tracht te overtuigen om Trask niet te doden. Daarvoor moet hij ook de hulp inschakelen van de jongere versies van Xavier, Magneto, Beast en Peter Maxinoff. De poging om de aanslag te voorkomen, mislukt gedeeltelijk. Trask wordt niet gedood, maar Mystique vlucht weg. Er ontstaat in het openbaar een hevig gevecht tussen de mutanten in hun echte vorm. Hierbij geraakt Mystique verwond waardoor de overheid in bezit komt van haar DNA. Deze vechtpartij leidt er ook toe dat de Sentinels worden besteld. Verder heeft het viertal Mystique nog steeds niet kunnen overtuigen om haar moordpogingen te staken. 
Op de dag dat de Sentinels aan het publiek worden voorgesteld, zijn Wolverine, Xavier en Beast ook aanwezig in de hoop Mystique te stoppen. Magneto heeft zich afgescheiden en is van plan om een oorlog te starten tegen de mensen. Daarbij heeft hij de Sentinels zo aangepast dat deze de humanoïden doden. Op dat ogenblik gebruikt Xavier zijn krachten om de tijd te vertragen en kan hij Mystique en Magneto overtuigen om geen oorlog te starten. Magneto vertrekt en Mystique start met de overheid gesprekken op over een samenlevingsverbond.
Wolverine keert dan terug naar 2023. Hij wordt wakker in de universiteit. Tot zijn verwondering zijn heel wat mutanten, die voorheen na 1973 stierven, nu levend. Hijzelf blijkt leraar geschiedenis. Trask werd destijds opgepakt omdat hij militaire geheimen trachtte te verkopen. De geschiedenis is veranderd, waardoor het samenlevingsverbond een feit is.

## Rolverdeling
| Acteur                            | Personage                                                    |
| --------------------------------- | ------------------------------------------------------------ |
| Hugh Jackman                      | Wolverine (James Logan)                                      |
| Patrick Stewart / James McAvoy    | Professor X (Charles Xavier)                                 |
| Ian McKellen / Michael Fassbender | Magneto (Erik Lehnsherr)                                     |
| Jennifer Lawrence                 | Mystique (Raven Darkholme)                                   |
| Nicholas Hoult                    | Beast (Dr. Hank McCoy)                                       |
| Halle Berry                       | Storm (Ororo Munroe)                                         |
| Peter Dinklage                    | Dr. Bolivar Trask                                            |
| Shawn Ashmore                     | Iceman (Bobby Drake)                                         |
| Ellen Page                        | Shadowcat (Kitty Pryde)                                      |
| Evan Peters                       | Quicksilver (Peter Maximoff)                                 |
| Fan Bingbing                      | Blink                                                        |
| Josh Helman                       | William Stryker                                              |
| Booboo Stewart                    | Warpath                                                      |
| Daniel Cudmore                    | Colossus                                                     |
| Adan Canto                        | Sunspot                                                      |
| Omar Sy                           | Bishop                                                       |
| Lucas Till                        | Havok                                                        |
| Evan Jonigkeit                    | Toad                                                         |
| Gregg Lowe                        | Ink                                                          |
| Jaa Smith-Johnson                 | Mutant soldaat                                               |
| Michael Lerner                    | Senator Brickman                                             |
| Mark Camacho                      | President Nixon                                              |
| Zehra Leverman                    | Ms. Maximoff                                                 |
| Famke Janssen                     | Jean Grey (cameo)                                            |
| James Marsden                     | Cyclops (Scott Summers) (cameo)                              |
| Anna Paquin                       | Rogue (Marie D'Ancanto) (cameo en hoofdrol in The Rogue Cut) |
| Brendan Pedder                    | Apocalypse (En Sabah Nur) (cameo)                            |

### Extra scène
X-Men: Days of Future Past bevat na afloop van de aftiteling een extra scène. Hierin bouwt En Sabah Nur (alias Apocalypse) telekinetisch piramiden in een woestijn. Op de achtergrond kijken zijn 'vier ruiters van Apocalypse' - Death, Famine, Pestilence en War - toe.

## Achtergrond
De opnames vonden plaats in Montreal in Canada van april 2013 tot augustus 2013. De wereldpremière van de film was op 10 mei 2014 in New York.